# László Morcz
László Morcz (nascido em 4 de abril de 1956) é um ex-ciclista húngaro que competiu no ciclismo nos Jogos Olímpicos de Verão de 1980, representando a Hungria.